# Neobatrachus pelobatoides
Espèce
Synonymes
- Heleioporus albopunctatus var. pelobatoides Werner, 1914

Statut de conservation UICN

 LC  : Préoccupation mineure
Neobatrachus pelobatoides est une espèce d'amphibiens de la famille des Limnodynastidae.

## Répartition
Cette espèce est endémique du Sud-Ouest de l'Australie-Occidentale. Elle se rencontre jusqu'à 600 m d'altitude,.

## Étymologie
Son nom scientifique signifie qu'elle ressemble par sa morphologie aux espèces du genre Pelobates.

## Publication originale
- Michaelsen, 1914 : Die Fauna Südwest-Australiens, Ergebnisse der Hamburger südwest-australischen Forschungsreise 1905, vol. 4, no 10, p. 403-426 (texte intégral).